# Habenaria longifolia
Habenaria longifolia är en orkidéart som beskrevs av Buch.-ham. och John Lindley. Habenaria longifolia ingår i släktet Habenaria och familjen orkidéer. Inga underarter finns listade i Catalogue of Life.